# 신기로 (양산시)
신기로(Singi-ro)은 경상남도 양산시 북정동 중심부를 연결하는 도로이다.

## 노선 경로
- 북안북7길과 직결
- 사거리 명칭 미상 - 명곡로, 공단로, 북정로
- 삼거리 명칭 미상 - 양산대로 (국도 제35호선)